# RapidShare
Rapidshare是一個德國檔案託管的網站，創立於2006年，它提供一鍵存取的付費和免費檔案託管服務（免費版本有某些限制），它運作的經費來自付費用戶所支付的費用。 Rapidshare也是世界上其中一個最大的檔案託管的網站，它聲稱其客戶群已經上載超過10PB的文件到其伺服器。截至2009年10月，根據Alexa的3個月的平均得分調查，Rapidshare.com是全球經常訪問的網站排行16。在 2015 年 3 月 31 日，RapidShare  正式停止服務。

## 運作與服務
上傳檔案後，Rapidshare為用戶提供了一個獨特的下載網址，使任何人都可以下載文件。用戶不可以搜索伺服器的內容以下載文件，所有文件都必須經特定的網址下載。
RapidShare在2008年4月發表聲明，它提供每秒240千兆的下載速度和擁有5.4 PB的總儲存量。2010年3月，經過120 Gbit/s的頻寬升級後，已擁有600 Gbit/s的總頻寬。
非付費用戶需要等待30至149秒，才能下載文件，具體等待時間取決於文件大小，非付費用戶的下載速度是有限的，從每秒25kb到高達250kb的速度（具體速度取決於伺服器的負載）。 2008年10月，Rapidshare延長下載之間的輪候時間至15分鐘。 
登記了的付款用戶沒有下載速度的限制，並可同時下載多個文件和優先下載文件，亦允許中斷和重新啟動下載，又可上傳和下載高達2GB的大文件。登記了的非付費用戶能以高級特權下載文件（TrafficShare），並可以儲存達500GB的數據，並沒有存放時限。
高級用戶只能使用一段時間，以中歐時間為準。因此，一個在中歐時間23時59分開設的30天賬戶將在一分鐘後開始運行29天。每個高級帳戶只有每月最多150 GB的上下載量。如果在一個月內有30天，則用戶每一天將可以下載5GB的檔案。用戶可以累積高達25 GB的上下載量，並可以一下子全數使用。
截至2009年5月，高級帳戶的下載限制制定為5 GB。未使用的則自動推遲到下一天，但以限額為25 GB。如果一次用完全部上下載量，用戶在第二天可以再下載5 GB的文件。
Rapidshare的服務經常有變，如上下載量的大小和用戶申請政策。使用者可從Rapidshare上的「新聞」網頁得知變更。

## 軟體
Rapidshare提供了兩個電腦程式以簡化檔案管理。

### Rapidshare上載器
該軟件容許排隊上傳檔案。然而，它不能恢復中斷了的上載。它適用於Windows 98/ME/NT/2000/XP和無須安裝即可運行。

### Rapidshare管理員
該軟件比Rapidshare上載器有更多的功能，尤其是排隊上傳和恢復上傳以及下載（只限高級會員，免費用戶無法恢復）。只限Windows Vista使用。

## 外部連結
- RapidShare.com
- RapidShare.de